# اوتویتسه
اوتویتسه (به چکی: Otvice) یک منطقهٔ مسکونی در جمهوری چک است که در ناحیه خوموتوو واقع شده‌است. اوتویتسه ۵٫۳ کیلومتر مربع مساحت و ۶۰۸ نفر جمعیت دارد و ۳۲۳ متر بالاتر از سطح دریا واقع شده‌است.